# Amtsgericht Gräfenhainichen
Das Amtsgericht Gräfenhainichen war ein deutsches Amtsgericht mit Sitz in Gräfenhainichen.

## Geschichte
Von 1849 bis 1879 bestand in Gräfenhainichen die Gerichtskommission Bitterfeld des Kreisgericht Wittenberg im Sprengel des Appellationsgerichtes Naumburg. Im Rahmen der Reichsjustizgesetze wurden 1879 reichsweit einheitlich Oberlandes-, Land- und Amtsgerichte gebildet. Das königlich preußische Amtsgericht Gräfenhainichen wurde mit Wirkung zum 1. Oktober 1879 als eines von 18 Amtsgerichten im Bezirk des Landgerichtes Halle im Bezirk des Oberlandesgerichtes Naumburg gebildet. Der Sitz des Gerichts war die Stadt Gräfenhainichen. Sein Gerichtsbezirk umfasste aus dem Kreis Bitterfeld den Stadtbezirk Gräfenhainchen, die Amtsbezirke Burgkemnitz, Crina, Jüdenberg und Schköna sowie der Amtsbezirk Alt-Jeßnitz ohne den Gemeinde- und Gutsbezirk Alt-Jeßnitz. 
Am Gericht bestand 1880 eine Richterstellen. Das Amtsgericht war damit ein kleines Amtsgericht im Landgerichtsbezirk.
Nach dem Zweiten Weltkrieg wurden die Gerichtsbezirke im Zusammenhang mit der Bildung des Landes Sachsen-Anhalt neu geordnet. Das Amtsgericht Gräfenhainichen kam damit zum Landgericht Dessau-Roßlau.
Im Jahre 1952 wurden in der DDR die Amts-, Land- und Oberlandesgerichte abgeschafft und einheitlich Kreis- und Bezirksgerichte gebildet. Damit wurde das Amtsgericht Gräfenhainichen aufgehoben. Gräfenhainichen kam zum Kreis Gräfenhainichen daher entstand das Kreisgericht Gräfenhainichen im Sprengel des Bezirksgerichts Halle.
Mit dem Gerichtsorganisationsgesetz vom 24. August 1992 wurde nach dem Zusammenbruch der DDR die Gerichtsorganisation angepasst und die traditionellen Gerichte in Sachsen-Anhalt wieder hergestellt. Damit wurde das Kreisgericht aufgehoben und das Amtsgericht Gräfenhainichen entstand neu.
Das Amtsgericht Gräfenhainichen wurde am 1. Juli 1994 aufgehoben.